# Recklinghausen
Reckinghausen német város, Észak-Rajna-Vesztfália tartományban, a Ruhr-vidék északi szélén.

## Földrajz
Szomszédvárosok: Oer-Erkenschwick, Datteln, Castrop-Rauxel, Herten, Marl és Herne.

## Városrészek
Recklinghausennek a belvároson kívül 13 városrésze van: Berghausen, Bockholt, Essel, Grullbad, Hillen, Hillerheide, Hochlar, Hochlarmark, König Ludwig, Röllinghausen, Speckhorn, Stuckenbusch, Süd, Suderwich und Börste.

## Történet
A várost először Ricoldinchuson néven említik 1017-ben. A városi rangot 1236-ban szerezte meg.